# Fimfárum
Série
Fimfárum 2
(2006)
Pour plus de détails, voir Fiche technique et Distribution.
Fimfárum est un long métrage d'animation tchèque sorti en 2002.
Le film reçut plusieurs récompenses dans son pays et sera suivi de Fimfárum 2 en 2006.

## Fiche technique
- Titre alternatif : Fimfárum Jana Wericha
- Réalisation : Aurel Klimt et Vlasta Pospísilová
- Scénario : Aurel Klimt et Jirí Kubícek d'après l'œuvre de Jan Werich
- Technique d'animation : Marionnettes
- Durée : 100 minutes